# Amaenaide yo!!
Amaenaideyo!! (あまえないでよっ!!?) es una serie de anime emitida por TV Tokyo y AT-X. Está basado en el manga del mismo nombre escrito por Toshinori Sogabe y publicado en Comic Gum. Una segunda temporada del manga, denominado: Amaenaideyo! MS! fue lanzado tres años más tarde. Una segunda temporada, Amaenaide yo!! Katsu!! (あまえないでよっ!! 喝!!?), fue lanzada al poco tiempo introduciendo una nueva protagonista, una chica de 15 años, Kazusano Kazuki.

## Argumento
Ikkou Satonaka es un chico lujurioso y pervertido al cual sus padres decidieron internar en un templo budista para deshacerse de él. Además estando interno descubre que tiene el poder del sacerdote supremo, activado este poder cuando su mente se perturba lo suficiente (por ejemplo ver a las chicas desnudas). En el Templo Saien también entrenan seis monjas: Haruka Amanogawa, Sumi Ikuina, Hinata y Sakura Sugai, Chitose Nambu y Yuko Atouda. Cada una de ellas representa uno de los bosatsu de los seis reinos menores de la Cosmogonía budista y por tanto tienen los poderes correspondientes a cada uno de estos reinos. Chitose es la protagonista femenina, y tiene una gran relación con Ikkou; él siempre está en el peor lugar, en el peor momento, recibiendo una buena paliza por parte de Chitose (similar a Naru y Keitaro de Love Hina). Como un efecto colateral de usar el poder especial de Ikkou, se convierte en un mayor pervertido que lo que usualmente es, lo cual acarrea una paliza mayor.

## Personajes
Nota: Los aprendices de primer año van todos a la clase 1-B, las de segundo año a la 2-C (en la primera temporada).
Ikkou Satonaka (里中逸剛 Satonaka Ikkou?)
 Seiyū: Chihiro Suzuki
Es el protagonista. Ikkou tiene  un gran poder del sagrado sumo sacerdote (Arakayashi) pero incontrolado cuando se enfrenta a sus deseos mundanos. Cada vez, tras su despertar, con una cara de lujurioso, se abalanza a por las chicas para continuar deleitándose por su cuerpo, recibiendo finalmente una serie de golpes para noquearlo.
Chitose Nanbu (南部千歳 Nanbu Chitose?)
 Seiyū: Mai Nakahara
Representa el Reino Humano, aunque tenga una relación especial con Ikkou, ella constantemente lo niega. Ella es una fan(otaku) de las películas de Terror pues en su pueblo natal solo había un pequeño videoclub del cual se vio todas las películas. Es avergonzada constantemente por Yuuko que insiste constantemente en su relación con Ikkou. 
Yuko Atouda (阿刀田結子 Atouda Yuko?)
 Seiyū: Chieko Higuchi
Representa el Reino de Asura, es una chica deportista que se ríe de la debilidad de los hombres ganándoles en boxeo, karate, baloncesto y otros deportes y no duda en unirse a las peleas de bandas en el Instituto, en las que siempre acaba ganando obviamente y en las cuales a veces Ikkou está implicado como rehén. Tiende a ser celosa con las chicas, que tienen unas tetas más grandes que las suyas y acaba siendo ignorada por los chicos y se enfanda con ellos que las prefieren a ellas por el tamaño de las mismas (como por ejemplo un ladrón de lencería que solo roba sujetadores de tamaño 90 en adelante (ella obviamente no tiene la C). Cuando surge algún problema siempre le echa la culpa a Ikkou. 
Haruka Amanogawa (天川春佳 Amanogawa Haruka?)
 Seiyū: Akeno Watanabe
Representa el Reino de los Deva (reinos celestiales) es la más poderosa de las exorcistas del grupo excepto cuando Ikkou despierta gracias a su gran entrenamiento y dotes.Como una de las mayores es la más desarrollada y tiende a ser bastante despreocupada por las tareas del templo encasquetándoselas todas a Ikkou que siempre le sermonea cuando le ve despertar bien entrada la mañana. 
Sumi Ikuina (生稲雛美 Ikuina Sumi?)
 Seiyū: Tomoko Kawakami
Representa el Reino Animal.Es una chica jovial y amable caracterizable por sus cejas pobladas. Una vez al año y debido al descontrol de sus poderes del reino animal, entra en un estado de alta producción de feromonas que hacen que todo animal masculino se encuentre brutalmente atraído por ella, llegando a causar bastantes problemas. 
Kazuki Kazusano (上野一希 Kazusano Kazuki?)
 Seiyū: Asami Sanada
Es el personaje antagonista en la segunda temporada, una joven muy alegre y entusiasta que se enamora del poder de Ikkou y trata de despertarle para poder fusionarse con él, adquiriendo ese gran poder que él tiene y ella ansía. Se siente celosa por Haruka por tener unas tetas más grandes que las suyas clasificándola de "zorra pechugona" y también por Chitose, que siempre acaba siendo la que despierta a Ikkou en su lugar con lo que ello conlleva. Tiene 15 años de edad y es estudiante de primer año en la misma escuela de Ikko.
Hinata Sugai (為我井陽 Sugai Hinata?)
 Seiyū: Ryōko Shintani
Representa el Reino Naraka (Infierno), tiene un pequeño demonio del Reino de la Oscuridad que escupe fuego como mascota y amigo que va a su lado siempre y que se convierte en un gran y poderoso demonio cuando Hinata no puede suprimir su poder interior y despierta. Es la hermana de Sakura a quien tiene en muy alta estima. Es muy calmada e inexpresiva en cuanto a su aspecto. Le gustan las figurillas de madera funerarias. 
Sakura Sugai (為我井さくら Sugai Sakura?)
 Seiyū: Haruhi Terada
Representa el Reino de los Espíritus Hambrientos, es la hermana de Hinata, a la que sobreprotege y de la cual se preocupa siempre y tiene la habilidad de comer cualquier cosa sin parecer satisfecha nunca. También tiene una gran habilidad tecnológica y política, lo que hace que sea la vicepresidenta del consejo estudiantil del Instituto. Tiene una página web donde escribe la gente con problemas y ella siempre responde con "CASTIGO..." dando un consejo desde el punto de vista de una monja y a veces usando citas del budismo. 
Jotoku Kawahara (河原浄徳 Kawahara Jotoku?)
 Seiyū: Kazuko Sugiyama
Es la monja líder del Templo donde reside el grupo, además de la abuela de Ikkou y la subdirectora del Instituto al que asisten todos (por lo que usa sus influencias para que siempre estean todos en la misma clase). Es muy estricta con Ikkou y le manda incontables tareas con la excusa de que él es el único hombre en el templo. Es muy partidista a su favor cuando la gente se mete con él. Sigue estrictamente los principios del budismo y odia que se discuta a la hora de las comidas.

## Media

### Drama Audio
Dos episodios de Amaenaideyo (Episodios hecho sólo para los efectos de sonido y las voces) fueron publicados en Japón con el lanzamiento del Volumen 1 en DVD en cada una de las dos temporadas. De este modo, la historia se hacía más fácil de entender, mediante la adición de historias sobre la vida de Ikkou. El primer audio-drama, también llamado "Episodio 00" comienza como Ikkou está en un tren. Está de camino a visitar a su abuela, ya que es la primera vez que viaja al templo Saienji. Las chicas le dan la bienvenida y están muy emocionada de tener, por primera vez, a un chico en el templo. Bueno, todas excepto Yuko. Pero al día siguiente en la mañana, Ikkou va dentro del cuarto de baño cuando Sumi ya está dentro... Y eso las hace pensar dos veces sobre su estancia allí.
El segundo audio-drama es un bonus de la historia de Kazuki.